# Perityle
Perityle es un género de plantas fanerógamas perteneciente a la familia de las asteráceas.  Comprende 104 especies descritas y de estas, solo 68 aceptadas.

## Descripción
Son pequeñas hierbas o arbustos, la mayoría con flores de color amarillo o blanco como cabezas de margaritas.  El fruto es generalmente plano, con un engrosamiento de los márgenes de las semillas que pueden o no tener un vilano. Las plantas de este género son nativas de la porción occidental de América del Norte.

## Taxonomía
El género fue descrito por George Bentham y publicado en The Botany of the Voyage of H.M.S. Sulphur 23, pl. 15. 1844. La especie tipo es: Perityle californica Benth. 

## Especies
- Perityle castelloni
- Perityle emoryi
- Perityle feddemae
- Perityle glaucescens
- Perityle harkerae
- Perityle jaliscana
- Perityle rosei
- Perityle rupestris[4]